# Massacre no Morumbi Shopping
Massacre no Morumbi Shopping foi um assassinato em massa, ocorrido em 3 de novembro de 1999, dentro de uma sala de cinema no shopping Morumbi, em São Paulo, Brasil. O autor, o baiano Mateus da Costa Meira, então estudante de medicina de 24 anos, matou 3 pessoas que estavam na sala e feriu outras 4. Além do tiroteio, uma das paredes da sala e um espelho do banheiro foram danificados por balas. Mateus foi inicialmente condenado a 120 anos de prisão, sentença que foi reduzida posteriormente para 48 anos. Depois que ele tentou matar outro preso, foi determinado em 2011 que ele tinha que ser transferido para um hospital psiquiátrico, onde permaneceu até o dia 27 de setembro de 2024, quando foi solto. Ele é conhecido no Brasil como "atirador do shopping center" ou "atirador do cinema".
A sala na qual o disparo ocorreu foi permanentemente fechada. O cinema fechou suas três salas restantes em 2012, liberando espaço para novas lojas no shopping.

## Antecedentes do agressor
Em novembro de 1999, Mateus da Costa Meira (nascido em 4 de abril de 1975) vivia sozinho em um apartamento em São Paulo e estudava medicina na Faculdade de Ciências Médicas da Santa Casa de São Paulo (FCMSCSP), uma instituição de prestígio; ele estava no seu sexto e último ano, a apenas 15 dias da formatura.
Sua família rica (incluindo seu pai, um médico) morava em Salvador, sua cidade natal e Mateus recebia regularmente dinheiro de seus pais para viver uma vida confortável. Ele era conhecido por enviar vírus e pornografia a usuários do provedor de internet Magiclink em Salvador desde janeiro de 1997.
Ele era descrito como tímido, introvertido e apático e tinha um fraco desempenho acadêmico. Ele tem transtorno de personalidade esquizóide. Depois de se recusar a fazer um trabalho obrigatório na faculdade de medicina, ele foi enviado para a divisão de psicologia da instituição. Por outras fontes, no entanto, ele foi descrito como uma pessoa gentil e calma que mudou de personalidade meses antes do ataque, começando a matar aulas e se aproximar de traficantes de drogas.
Antes do massacre, ele já possuía uma pistola, mas optou por obter uma arma mais poderosa: uma submetralhadora MAC-11, que ele adquiriu ilegalmente de Marcos Paulo Almeida dos Santos por cinco mil reais. Meira disse que contratou Santos como motorista, pois não sabia dirigir o carro manual que sua companhia de seguros lhe havia dado após um acidente que destruiu seu Chrysler Neon automático.
A polícia o investigou por dois crimes adicionais: posse de drogas e falsificação de CDs. Em seu apartamento, eles encontraram equipamentos para pirataria de CDs, cocaína, crack e munição.
Meira disse à polícia que ele planejou o ataque por sete anos e que escolheu o filme Clube da Luta porque o personagem principal sofre de esquizofrenia.

## O crime
Segundo testemunhas oculares da ação, na noite de 3 de novembro de 1999, dentro da sala 5 do cinema do Morumbi Shopping, Mateus, à época com 24 anos, começou a assistir ao filme na primeira fila. Ele teria então levantado de seu lugar, e ido ao banheiro, onde tirou a arma da bolsa e resolveu testá-la atirando no espelho, aparentemente contra a própria imagem, com sua submetralhadora americana Cobray M-11. Ele teria em seguida voltado à sala de projeção e ficado de frente para a plateia. Junto à tela do cinema, teria sacado a arma novamente atirado para o alto.
Quem estava na primeira fila viu a tempo que se tratava de tiros reais e se abaixou, enquanto os demais acreditavam que os tiros eram oriundos do filme que estava sendo exibido. A sala permaneceu escura. A fotógrafa Fabiana Lobão Freitas, 25 anos, morreu na hora. O economista Júlio Maurício Zeimaitis, 29, chegou ao hospital com vida, mas não resistiu. A publicitária Hermé Luísa Jatobá Vadasz, 46, também não resistiu aos ferimentos na cabeça. Os cinco feridos por balas ou estilhaços ficaram fora de perigo. Dessa tragédia, resultaram três mortes, quatro pessoas feridas e mais quinze em pânico. Os tiros duraram cerca de três minutos.

## Vítimas

### Fatalidades
Uma vítima morreu no local e mais duas em hospitais locais.
- Hermè Luisa Jatobá Vadasz, 46 anos, funcionária da agência de publicidade Young & Rubican. Seu coração foi doado a um paciente em um hospital público local.[1][4]
- Fabiana Lobão Freitas, 25 anos, fotógrafa que trabalhou no Museu de Arte Contemporânea da Universidade de São Paulo. Ela estava assistindo ao filme com o namorado, o produtor Carlos Eduardo Porto de Oliveira (26 anos), que foi ferido no tiroteio.
- Júlio Maurício Zemaitis, 29 anos, economista.

## Julgamento e sentença
Preso em flagrante, acabou condenado a mais de 120 anos e seis meses de prisão em regime fechado. Seus advogados alegaram que Mateus era semi-imputável, ou seja, possuía consciência parcial de seus atos. A sua defesa tentou mostrar que ele sofria de alucinações, ouvia vozes misteriosas, tinha crises de agressividade, além de um comportamento estranho e solitário. Depois de várias apelações judiciais, Mateus foi condenado aos formais trinta anos máximos previstos pela Justiça brasileira. Os advogados de defesa tentaram, em vão, alegar insanidade mental de seu cliente e argumentar que Mateus havia sido influenciado pelo jogo Duke Nukem 3D, no qual há uma cena de tiroteio dentro de um cinema, na primeira missão ("Hollywood Holocaust") do primeiro episódio ("L.A. Meltdown").
Em 2007, os magistrados reduziram a pena para 48 anos e 9 meses. Mateus ficou preso no Centro de Observação Criminológica (COC) do Complexo do Carandiru, em São Paulo, até o presídio ser desativado, em 2002. Posteriormente, foi transferido para a Penitenciária 2 de Tremembé (SP) e, depois, em 2009, para a Penitenciária Lemos Brito, em Salvador (BA), onde nasceu e mora parte da família.
No dia 8 de maio de 2009, Mateus tentou matar seu colega de cela, o espanhol Francisco Vidal Lopes, de 68 anos, com uma tesoura, na Penitenciária Lemos Brito na cidade de Salvador e foi autuado por tentativa de homicídio, aparentemente porque o homem ouvia a televisão em volume muito alto. Em 2011, a Justiça da Bahia, por meio do júri popular, o absolveu da acusação de tentativa de homicídio contra o colega de prisão. Foi considerada a tese, defendida até pela promotora do caso, Armênia Cristina Santos, de que o ex-estudante é inimputável por sofrer de doenças mentais atestadas por laudos médicos. Com tal decisão, Mateus foi encaminhado para o Hospital de Custódia e Tratamento (HCT) de Salvador, onde permaneceu até ser solto no dia 27 de setembro de 2024.